# Arrow Lakes
Die Arrow Lakes bilden einen durch den Bau des Hugh Keenleyside Dam entstandenen Stausee im Süden von British Columbia, der vom Columbia River durchflossen wird.

## Lage
Der 232 km lange See reicht vom Hugh Keenleyside Dam – etwa 10 km nordwestlich von Castlegar errichtet – bis fast zum Revelstoke Dam, der den Columbia River wenige Kilometer nördlich von Revelstoke zu einem Stausee aufstaut. Bei Hochwasser beträgt das Speichervolumen 8,76 km³, die Höhe des Seespiegels schwankt zwischen 419 und 440 Meter über dem Meeresspiegel, wobei bei Niedrigwasser die Teilung des Sees, die vor dem Bau des Dammes existierte, noch sichtbar wird.
Der Upper Arrow Lake und der Lower Arrow Lake sind durch eine Engstelle, die Narrows genannt wird, voneinander getrennt. Der Upper Arrow Lake hat eine Oberfläche von etwa 226,5 km², der Lower Arrow Lake besitzt bei Niedrigwasser eine Oberfläche etwa 163,9 km².
Die Lage in einem Tal zwischen den Monashee Mountains und dem Selkirkgebirge prägt das Landschaftsbild des teilweise nur wenige hundert Meter breiten Sees, so dass sich an seinen Ufern nur wenige ebene Bereiche finden. Stattdessen fallen die stark bewaldeten Steilhänge der bis zu 2.600 m hohen Bergketten über steile Kliffs in den See.
Drei Fähren verbinden verschiedene Straßen, die größtenteils dicht entlang der Ufer verlaufen:
- Shelter Bay – Galena (Highway 23 mit Highway 23 beziehungsweise Highway 31)
- Arrow Park – East Arrow Park (Lower Mosquito Rd. und Saddle Mountain-Revelstoke Rd. mit Highway 6)
- Needles – Fauquier (Highway 6 mit Highway 6)

Eine durchgehende Straßenverbindung an beiden Ufern existiert nicht.
Am westlichen Seeufer befindet sich der Arrow Lakes Provincial Park.

## Keenleyside-Staudamm
Der Staudamm – ursprünglich High Arrow Dam benannt – wurde 1968 als Beitrag Kanadas zur Erfüllung des Columbia-River-Vertrags vom Januar 1961 errichtet. Ursprünglich nur zur Kontrolle des Abflusses des Columbia River bestimmt, wurde erst im Jahr 2002 ein Wasserkraftwerk mit einer Leistung von 185 Megawatt errichtet. Staudamm und Kraftwerk werden durch die Firma BC Hydro betrieben.